# Cassiope myosuroides
Cassiope myosuroides är en ljungväxtart som beskrevs av William Wright Smith. Cassiope myosuroides ingår i släktet kantljungssläktet, och familjen ljungväxter. Inga underarter finns listade i Catalogue of Life.